# Bazilika Gospe Guadalupske
Bazilika Gospe Guadalupske (La basilica de Guadalupe ili duže Basílica de Nuestra Señora de Guadalupe) se nalazi u sjevernom dijelu Mexico Cityja i smatra se najvažnijom crkvom u Meksiku i jednim od najposjećenijih svetišta u svijetu.
Crkva je posvećena Gospi od Guadalupe (La Virgen de Guadalupe), zaštitnici Meksika u kojoj se nalazi ikona Gospinog ukazanja. Na brdu u blizini, siromašnom indijanacu, Juanu Diegu (1474. – 1548.), ukazala se Gospa 12. prosinca 1531. Tijekom ukazanja je navodno lik Gospe od Guadalupe pojavio se na njegovoj odjeći.
Bazilika Gospe Guadalupske sastoji se jednim dijelom od crkve iz 18. stoljeća, a drugim od moderne građevine koja je završena 1970-ih.
Bazilika je važno hodočašničko odredište kako za Meksikance tako i za katolike iz drugih država. Broj posjetitelja je najveći na godišnjicu ukazanja a taj dan se smatra jednom od najvažnijih meksičkih svetaca.